# Schloss Ottenschlag

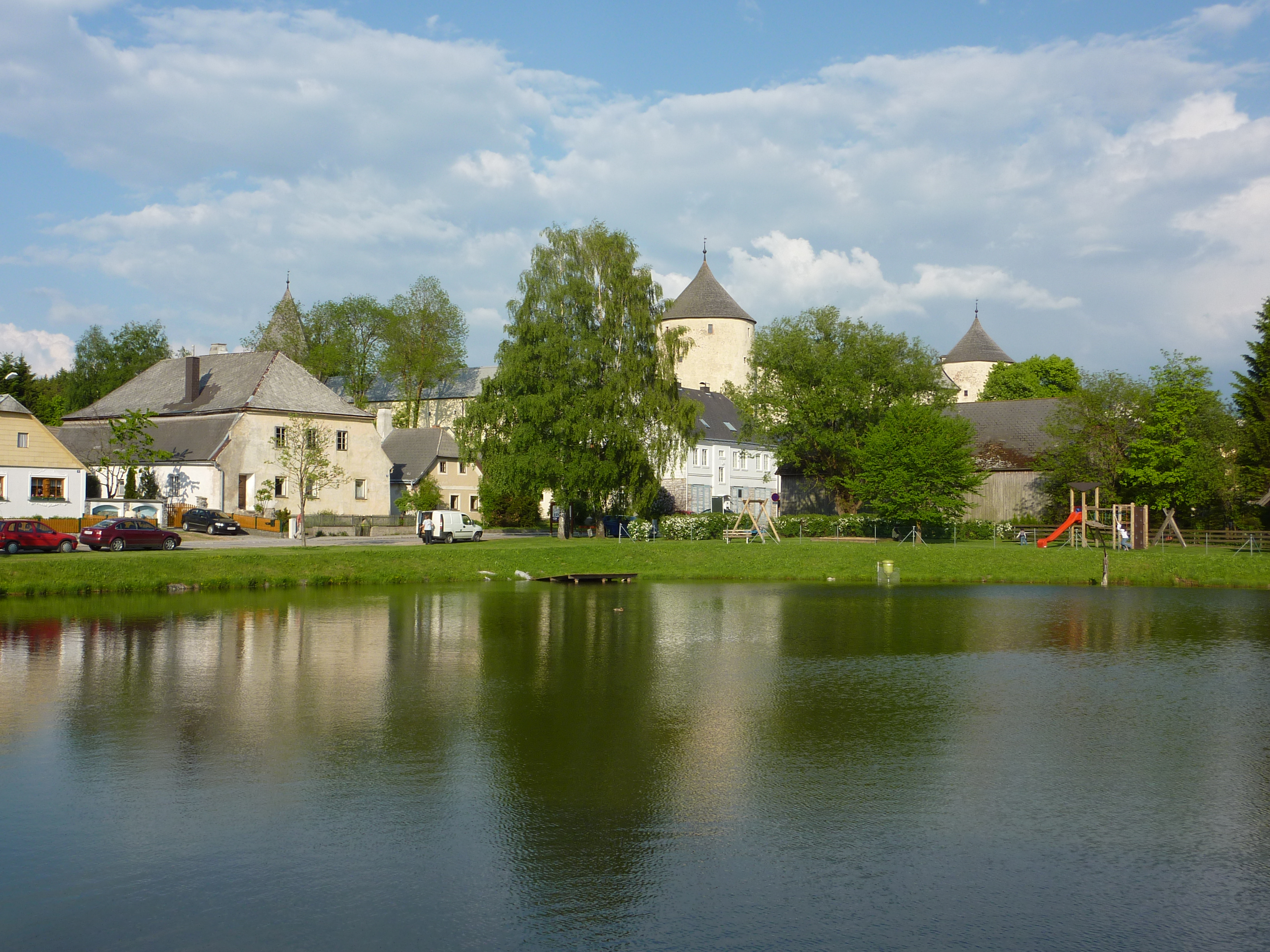
Schloss Ottenschlag, davor der Untere Ortsteich

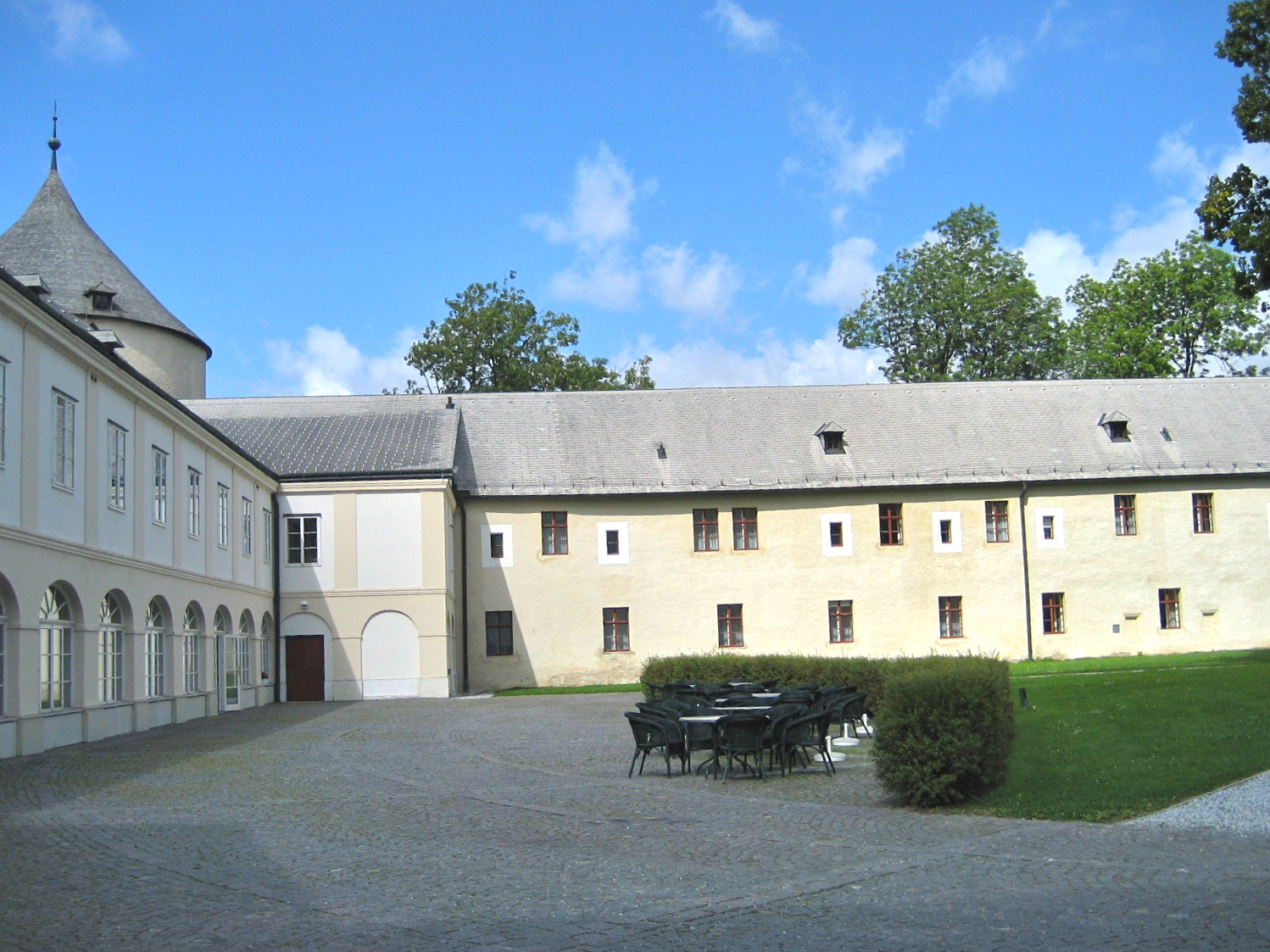
Innenhof

Das Schloss Ottenschlag steht in leicht erhöhter Lage an der Nordseite des Marktplatzes in der Marktgemeinde Ottenschlag im Bezirk Zwettl in Niederösterreich. Das Schloss steht unter Denkmalschutz (Listeneintrag).

## Geschichte
Das ehemalige Wasserschloss wurde 1523 unter Wolfgang von Rogendorf gegründet. Die anfänglich vierseitig konzipierte Anlage wurde um eine mittelalterliche Burg errichtet, die bis ins 18. Jahrhundert bestand.
Es gab einen mehrfachen Besitzerwechsel: von 1596 bis 1666 die Freiherren von Polheim, im 18. Jahrhundert die Grafen von Herberstein, im 19. Jahrhundert die Grafen von Falkenhayn.

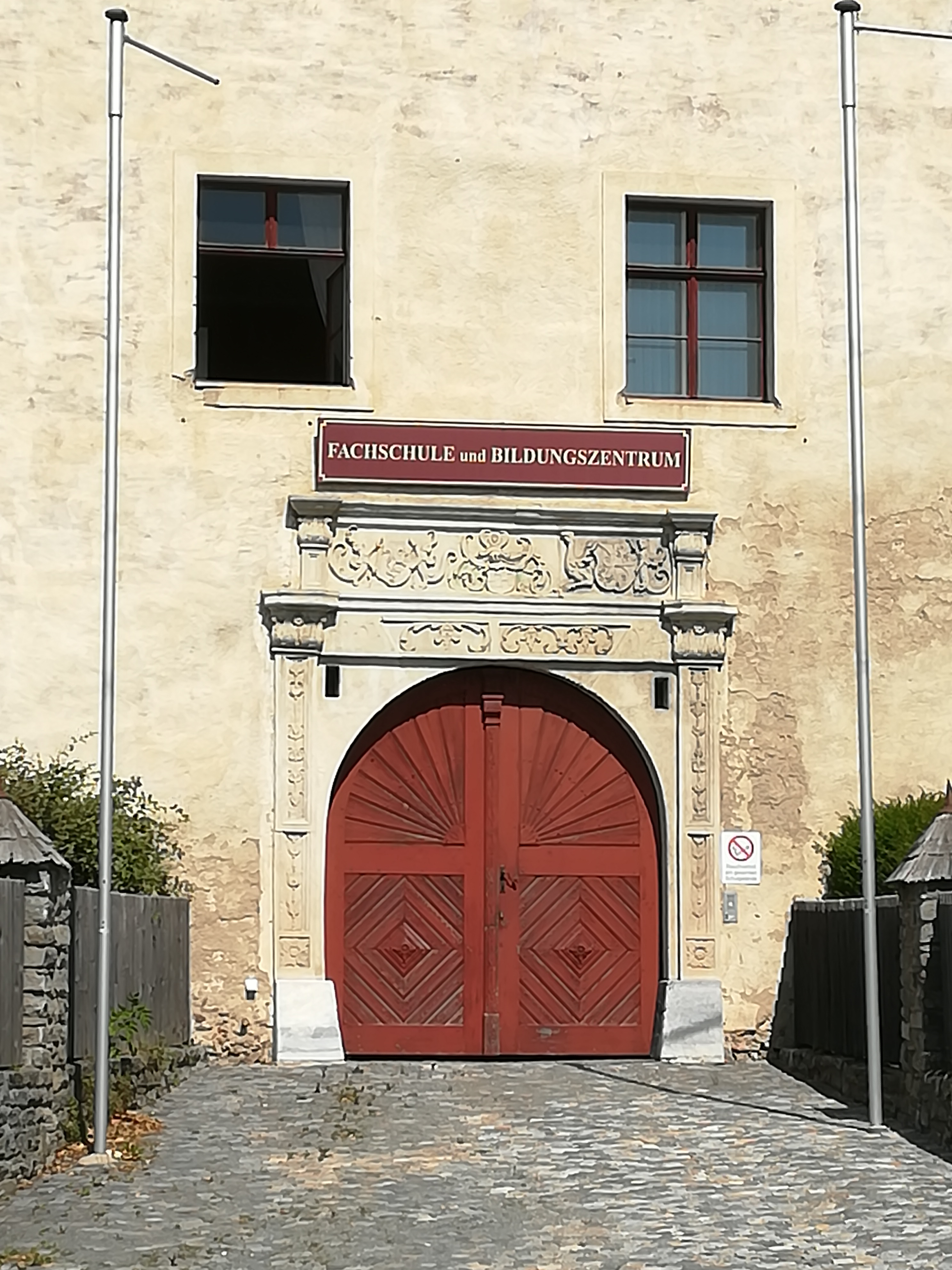
Renaissance-Portal

1904 erfolgte die Nutzungsänderung als Fabrik durch den Industriellen Munk. Ab 1931 im Besitz vom Stift Göttweig, ging das Schloss 1986 an das Land Niederösterreich. Von 1992 bis 2022 wurde es als Schulgebäude genutzt und 2023 an eine Privatperson verkauft.

## Architektur
Äußeres
Die regelmäßige hufeisenförmige zweigeschoßige Anlage hat drei wuchtige runde Ecktürme unter Zeltdächern. Im Osten ist der Innenhof durch eine Bruchsteinmauer geschlossen. Der Zugang erfolgt von Süden durch ein pilasterflankiertes Renaissance-Portal mit der Nennung 1554 ehedem mit einer Zugbrücke. Das Portal zeigt manieristische Rankenreliefs mit Grotesken und Wappen. Die Einfahrt hat ein Stichkappentonnengewölbe mit Stuckgraten. Der Südtrakt hat gotische abgefaste Rechteckfenster. Der Westtrakt hat vermauerte Erdgeschoßarkaden. Die Hoffassaden zeigen sich in der Ausführung der ersten Hälfte des 19. Jahrhunderts.
Inneres

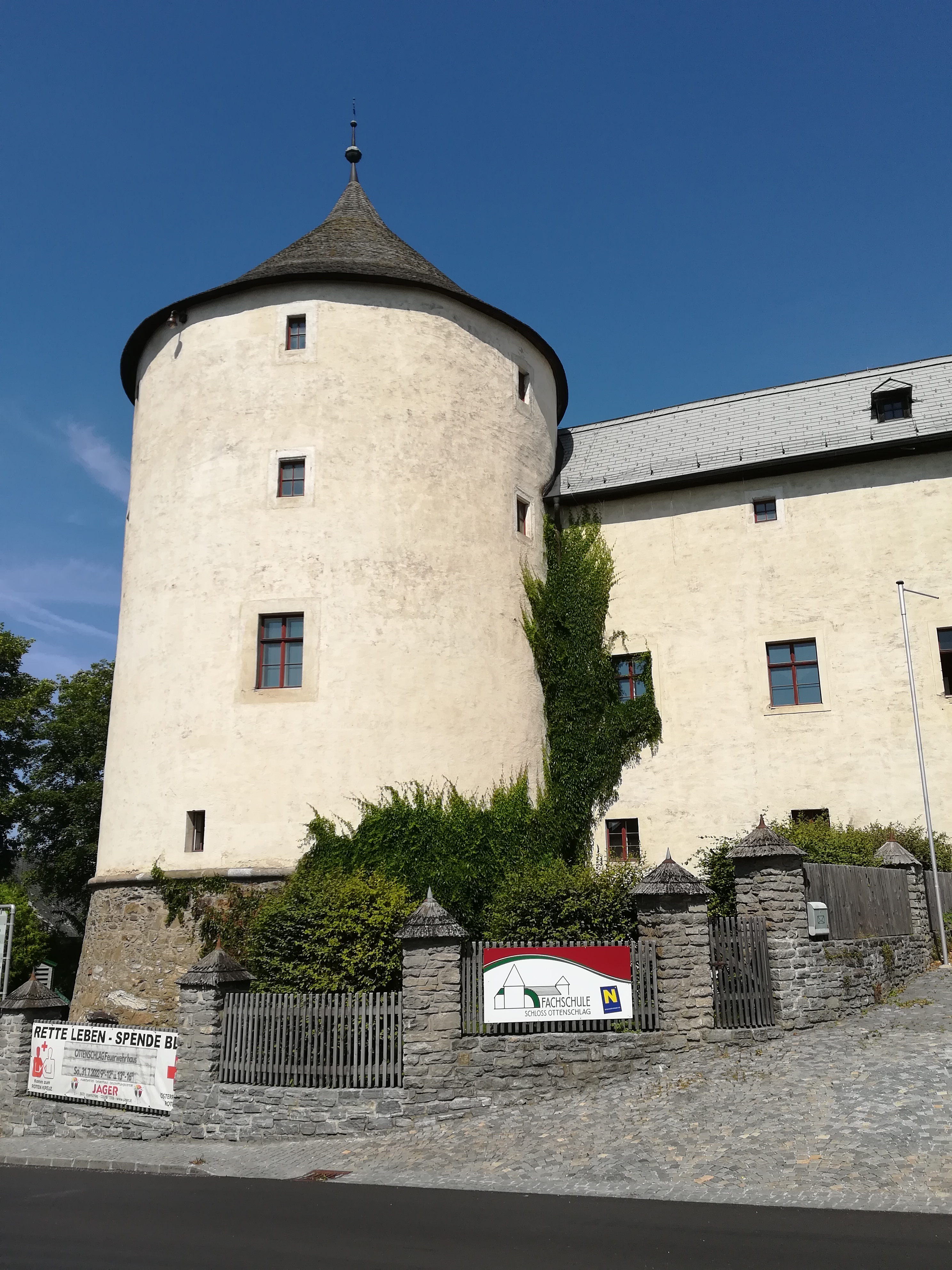
Südturm des Schlosses

Im Südturm befindet sich das älteste Gewölbe als achtteiliges Zellengewölbe mit einem sternförmigen Schlussstein. Im Südtrakt gibt es einen mächtigen tonnengewölbten Keller. Im Westtrakt gibt es Kreuzgratgewölbe und hofseitig einen platzlgewölbten ehemals offenen Gang und ein Schulterbogenportal aus der ersten Hälfte des 15. Jahrhunderts. 